# 後勤辦公室

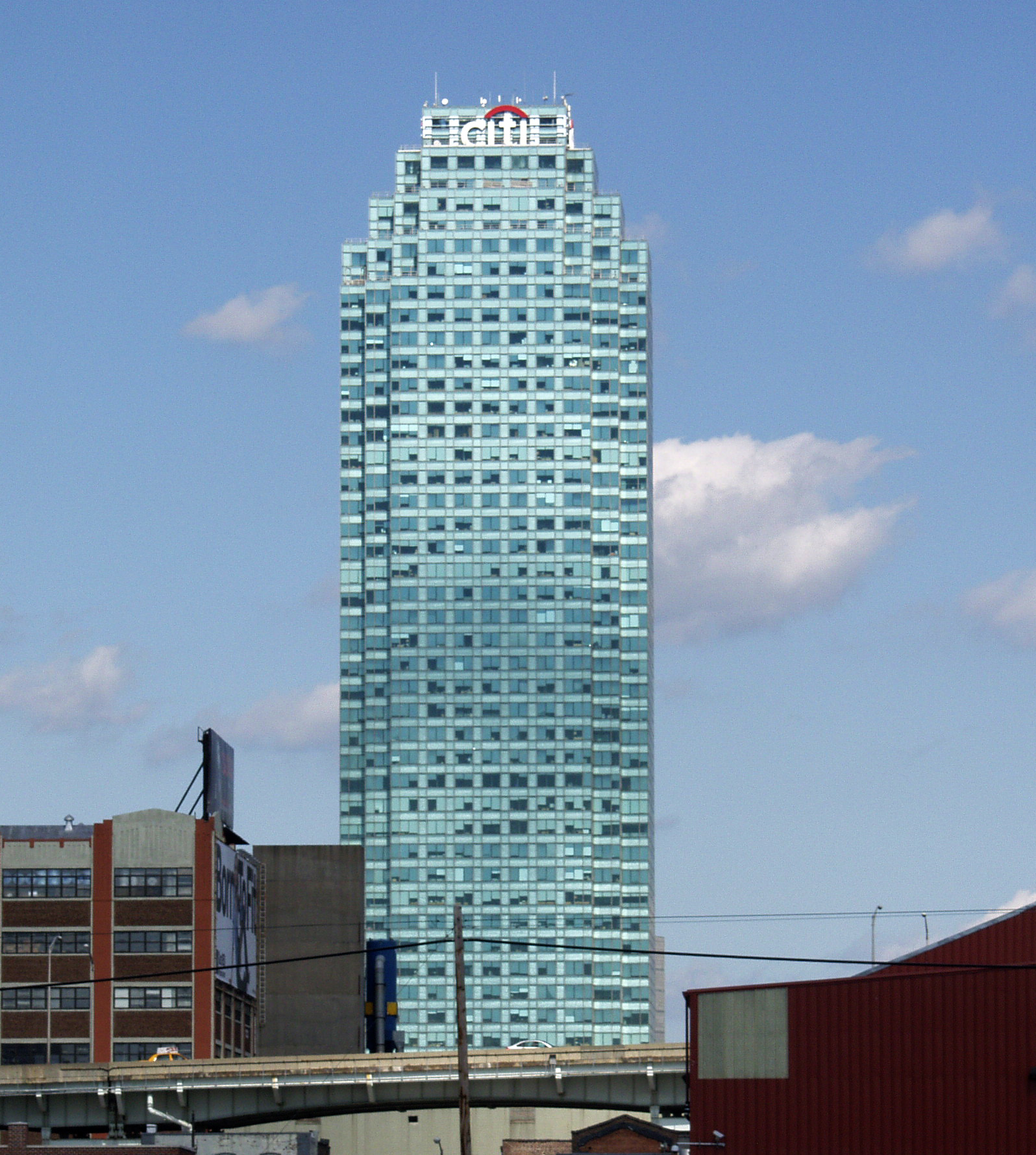
银行後勤辦公室所在的摩天大楼，而银行前台办公室是遍布于河边。

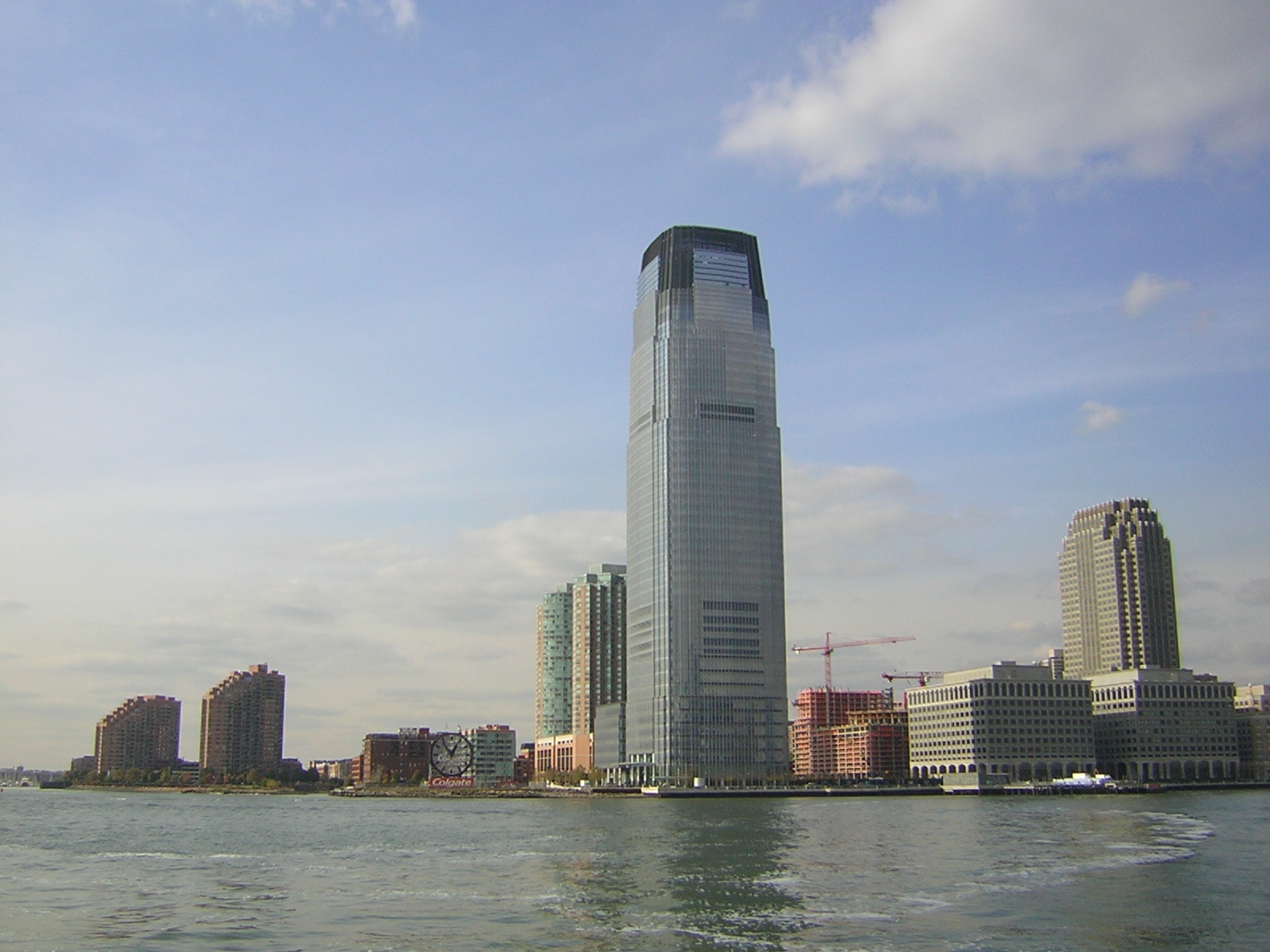
另外一座这样的摩天大楼

後勤辦公室（Back office），是企業組織實際運作上的辦公室地理位置安排。 比如戰爭作戰，就可以分為前線和後勤。 再比如商業組織的前線是商店、零售、專門店等， 而辦公室支援部稱為後勤。像會計、人事管理、電腦中心、貨倉等，这些後勤部门都是顾客无法直接看见的部门。虽然后台办公的操作很少是显著的，但是他们是商务的主要贡献者。从广义上来说，後勤辦公室包括影响商务交易声明的左侧（成本）的角色。
後勤辦公室未必是公司總部，後者駐有董事局會議室及決策高層管理人，而後勤辦公室則可能只有體力勞動的白領和中層經理而已。 甚至後勤辦公室是外判公司，例如顧客服務部、公共關係等。许多後勤辦公室位于便宜的租金和劳动力成本较低的地区和国家。一些办公园区，如MetroTech中心提供后勤办公室给租户，这些租户的前台办公室位于更昂贵的地区。后台功能可以外包给顾问公司及承建商，包括在其他国家的公司。